# Deirdre O'Connell
Deirdre O'Connell, född 29 juni 1953 i Pittsfield i Massachusetts, är en amerikansk skådespelerska, som främst arbetar inom det karaktäristiska hållet.

## Biografi
O'Connell är född och uppvuxen i den amerikanska delstaten Massachusetts. Hon föddes som det äldsta av tre barn till föräldrarna Anne Ludlum och Thomas E. O'Connell, som arbetade som skådespelerska/dramatiker, respektive grundande ordförande på Berkshire Community College. Hon gick under sin high school-tid på skolan Taconic High School. O'Connell blev dessutom inskriven på Antioch College i Ohio, men drog sig ur, innan hon ens hann ta sin examen.

## Karriär
O'Connell inledde sin karriär på den experimentella teatern Stage One tillhörande Boston Center for the Arts. Hon gjorde sedan sin officiella Broadway-debut i den återupplivade föreställningen The Front Page år 1986. Hon blev dessutom nominerad till en Drama Desk Award år 1991 för sin insats i off-Broadway-produktionen Love and Anger. Hon är även mottagare av två stycken Drama-Logue Awards, samt en Los Angeles Drama Critics Circle Award, för sitt scenarbete i Los Angeles.
År 1987 gjorde O'Connell sin allra första filmdebut i komedifilmen Bäddat för trubbel. Hon har därefter medverkat i flera andra filmer, såsom State of Grace, Ärligt talat, Tur och retur Alaska, Utan fruktan, Änglarnas stad, Hjärtan i Atlantis, Imaginary Heroes, Eternal Sunshine of the Spotless Mind, Wendy och Lucy, What Happens in Vegas, Afrikas hemligheter och Synecdoche, New York.
O'Connell har tidigare varit en återkommande skådespelerska i sjukhusdramat L.A. Doctors. Hon har också gjort ett flertal gästspel i TV-serier som Kate & Allie, Chicago Hope, Advokaterna, Six Feet Under, Law & Order: Criminal Intent och Nurse Jackie. Mellan åren 1994 och 2010 medverkade O'Connell i sex avsnitt av I lagens namn, där fyra av dem var i rollen som Dr. Valerie Knight, som under den tjugonde säsongen var onkolog till seriekaraktären Anita Van Buren.

## Filmografi (i urval)

### Filmer
- 1987 – Bäddat för trubbel
- 1988 – Att göra tavlor är väl ingen konst
- 1990 – Brain Dead
- 1990 – State of Grace
- 1990 – Sista säsongen
- 1992 – Falling from Grace
- 1992 – Ärligt talat
- 1992 – Tur och retur Alaska
- 1992 – CrissCross
- 1992 – Cool World
- 1993 – Utan fruktan
- 1995 – Smoke
- 1996 – Den sanna kärleken
- 1997 – Big Tits
- 1998 – Änglarnas stad
- 2001 – Just Ask My Children
- 2001 – Hjärtan i Atlantis
- 2002 – Dragonfly
- 2003 – Afrikas hemligheter
- 2004 – Eternal Sunshine of the Spotless Mind
- 2004 – Imaginary Heroes
- 2005 – Winter Passing
- 2006 – Stephanie Daley
- 2007 – Trainwreck: My Life as an Idiot
- 2008 – What Happens in Vegas
- 2008 – Synecdoche, New York
- 2008 – Wendy och Lucy (röst)
- 2009 – The Greatest
- 2009 – Hundår
- 2010 – Historien om Doktor Död
- 2014 – Gabriel
- 2014 – St. Vincent
- 2016 – Detours
- 2017 – The Boy Downstairs
- 2018 – Lez Bomb
- 2022 – The Requin
- TBA – Eddington

### TV-serier
- 1985–1986 – Loving (TV-serie)
- 1987 – Kate & Allie (TV-serie)
- 1993 – Sirener (TV-serie)
- 1994 – Chicago Hope (TV-serie)
- 1994–2010 – I lagens namn (TV-serie)
- 1996–1997 – Second Noah (TV-serie)
- 1998 – Från jorden till månen (TV-serie)
- 1998–1999 – L.A. Doctors (TV-serie)
- 2001 – Advokaterna (TV-serie)
- 2005 – Law & Order: Criminal Intent (TV-serie)
- 2011 – Unforgettable (TV-serie)
- 2011 – Law & Order: Special Victims Unit (TV-serie)
- 2012 – Person of Interest (TV-serie)
- 2012 – The Closer (TV-serie)
- 2014 – Nurse Jackie (TV-serie)
- 2014–2018 – The Affair (TV-serie)
- 2016–2018 – The Path (TV-serie)
- 2017 – Madam Secretary (TV-serie)
- 2018 – Daredevil (TV-serie)
- 2021 – Tell Me Your Secrets (TV-serie)
- 2022 – Outer Range (TV-serie)
- 2024 – The Penguin (TV-serie)